# Friedrich Hauchecorne
Friedrich Hauchecorne (* 22. September 1894 in Charlottenburg; † 28. Januar 1938 bei Jülich) war ein deutscher Tiergärtner und Zoodirektor in Halle und Köln.

## Leben
Friedrich Hauchecorne wurde am 22. September 1894 als Sohn des Sanitätsrats Oskar Hauchecorne in Charlottenburg bei Berlin geboren. Er war ein Enkel des Geologen Wilhelm Hauchecorne sowie des Oberbaurats Ludwig Hagen. Hauchecorne wuchs in Berlin auf und war ein regelmäßiger Besucher im Zoologischen Garten, wo sein Vater die Menschenaffen behandelte und der junge Fritz die Zootiere nicht nur beobachtete, sondern auch zeichnete. Auch auf dem elterlichen Landgut „Leistenhaus“ bei Joachimsthal in der Uckermark beschäftigte er sich in seinen Ferien neben Landwirtschaft und Gartenbau mit Beobachtungen an Pflanzen und Tieren. Bei ornithologischen Streifzügen in die umliegende Natur leistete ihm sein Jugendfreund Lutz Heck, Sohn des damaligen Berliner Zoodirektors Ludwig Heck, des Öfteren Gesellschaft. In seinem Berliner Zuhause pflegte er verschiedenste einheimische Tiere wie Erdkröten, Brandmäuse und einen Waldkauz. Das Abitur legte Hauchecorne am 9. August 1914 am Berliner Wilhelmsgymnasium ab.
Am Ersten Weltkrieg nahm Hauchecorne freiwillig teil. 1914 trat er bei den Schwedter Dragonern ein. Im Sommer 1915 beantragte er die Versetzung zur Infanterie und wurde dem 19. Infanterieregiment zugeteilt. Verabschiedet wurde er 1918 als Oberleutnant. Im Anschluss leitete Hauchecorne für ein Jahr das Uckermärker Familiengut. Mit Beginn des Wintersemesters 1919 nahm er in Berlin zeitgleich an der Friedrich-Wilhelms-Universität, der Landwirtschaftlichen Hochschule sowie der Tierärztlichen Hochschule sein Studium auf, das er mit Schwerpunkt Landwirtschaft auch der Zoologie, Tierzucht, Fütterungslehre, Jagdzoologie, Bienenzucht und Tierheilkunde widmete. 1920 schloss er sich dem Scharfschützenkorps Prey an und wurde in Straßenkämpfen bei Berlin-Adlershof durch einen Schuss in die rechte Schulter verwundet.
Einen ersten Studienabschluss erreichte Hauchecorne 1922 mit einer Arbeit über das Ostfriesische Milchschaf. 1924 promovierte ihn die Landwirtschaftliche Hochschule Berlin mit einer Arbeit über die wirtschaftliche Bedeutung des Maulwurfs. Von November 1924 bis 1. Oktober 1925 vertrat er Lutz Heck als Assistent am Zoologischen Garten Berlin. Zum 13. Januar 1926 wurde Friedrich Hauchecorne als Nachfolger von Günter Kniesche zum Direktor des Zoologischen Gartens Halle berufen und zwar zunächst für ein Jahr auf Probe mit Bestätigung im Amt am 7. Januar 1926. Mit Vesta Grothe, die er bereits aus der Studienzeit in Berlin kannte, vermählte er sich 1928. Zum 1. Januar 1929 wechselte Hauchecorne als Direktor zum Zoologischen Garten Köln, wo er Nachfolger von Ludwig Wunderlich wurde. In Köln wurde am 17. Dezember 1929 Tochter Amélie geboren.
Friedrich Hauchecorne starb am 28. Januar 1938 im Alter von nur 43 Jahren während einer Treibjagd auf Wildschweine in der „Escher Bürge“ bei Jülich durch einen Jagdunfall, den ein Standnachbar beim Zuklappen seines Gewehres verursacht hatte. Das Projektil soll von einem Baumstamm abgeprallt sein und den 40 Meter entfernten Hauchecorne durch den Rücken getroffen haben. Seine Witwe Vesta heiratete am 21. Dezember 1941 den Ornithologen Erwin Stresemann, mit dem Hauchecorne zu Lebzeiten befreundet war. Tochter Amélie vermählte sich 1955 mit dem Verhaltensforscher Otto Koehler.

## Wirken
Friedrich Hauchecorne war in besonderem Maße ornithologisch interessiert und ein talentierter Zeichner. Als Tiergärtner wirkte er unermüdlich an der Weiterentwicklung der ihm anvertrauten Zoos. Konnte er in wirtschaftlich schwierigen Zeiten in Halle noch das zu seinem Dienstantritt im Bau befindliche Raubtierhaus fertigstellen, so waren danach keine großen Fortschritte mehr zu erzielen. So konnte in Köln bei bald schon sinkenden Besucherzahlen trotz der Entlassung von Mitarbeitern und schließlich auch der Kürzung der Pensionsbezüge des Altdirektors Wunderlich die wirtschaftliche Unabhängigkeit vom städtischen Etat nicht mehr gewahrt werden. Hauchecorne gehörte 1935 zu den Gründungsmitgliedern des heutigen Weltzooverbandes. Mit seinen Ausführungen über die Naturschutzaufgaben Zoologischer Gärten bewies er großen Weitblick.

## Werke
- Ökologisch-biologische Studien über die wirtschaftliche Bedeutung des Maulwurfs (Talpa europaea). In: Zeitschrift für Morphologie und Ökologie der Tiere. Band 9, 1927, S. 439–571. (Zugleich: Dissertation, Landwirtschaftliche Hochschule Berlin, 1924.)
- Interessante Zuchterfolge. In: 25 Jahre Zoologischer Garten Halle a. d. Saale. (= Mitteilungen aus dem Zoologischen Garten der Stadt Halle. Sondernummer.) Halle o. J. (wohl 1926), S. 31–32.
- Naturschutzaufgaben unserer Zoologischen Gärten. In: Der Zoologische Garten. (Neue Folge.). Band 1, Nr. 3/4, 1928, S. 81–87.